# アバディーン美術館
アバディーン美術館（アバディーンびじゅつかん、Aberdeen Art Gallery）は、スコットランド、アバディーンの美術館である。1885年に開館した。スコットランドの現代作家の作品も収蔵展示されている。

## 概要
1884年にアレクサンダー・マーシャル・マッケンジー(Alexander Marshall Mackenzie: 1848–1933)設計の建物内に設立され、1905年は彫刻庭園が追加された。1883年から建設が始まり、1885年に開館した。1901年と1905年に増設工事が行われ、彫刻庭園などが追加された 。1900年に、地元の石材商のアレクサンダー・マクドナルド(Alexander Macdonald)から美術コレクションの寄贈を受けた。ケン・カーリー(Ken Currie: 1960年生まれ)、ギルバート&ジョージ、、アイヴァー・エイブラハムズ(Ivor Abrahams: 1935-2015)、ブリジット・ライリー(1931年生まれ)、ブルース・マクリーン(Bruce McLean: 1944年生まれ)といったスコットランドのモダン・アートの芸術家の作品を収蔵していることで知られている。
1885年の設立後も収蔵品は着実に増加し、クロード・モネやルノワールの作品の他、ジョン・スーター(John Bulloch Souter)やイアン・ハミルトン・フィンレイ、ジェームズ・マクベイ(James McBey)といったスコットランドの現代作家の作品も収蔵された。18世紀の作品やポスト印象派の作品、20世紀初めの「スコティッシュ・カラリストと呼ばれる画家たちの作品が収蔵展示され、また工芸品も収蔵されている。

## コレクション

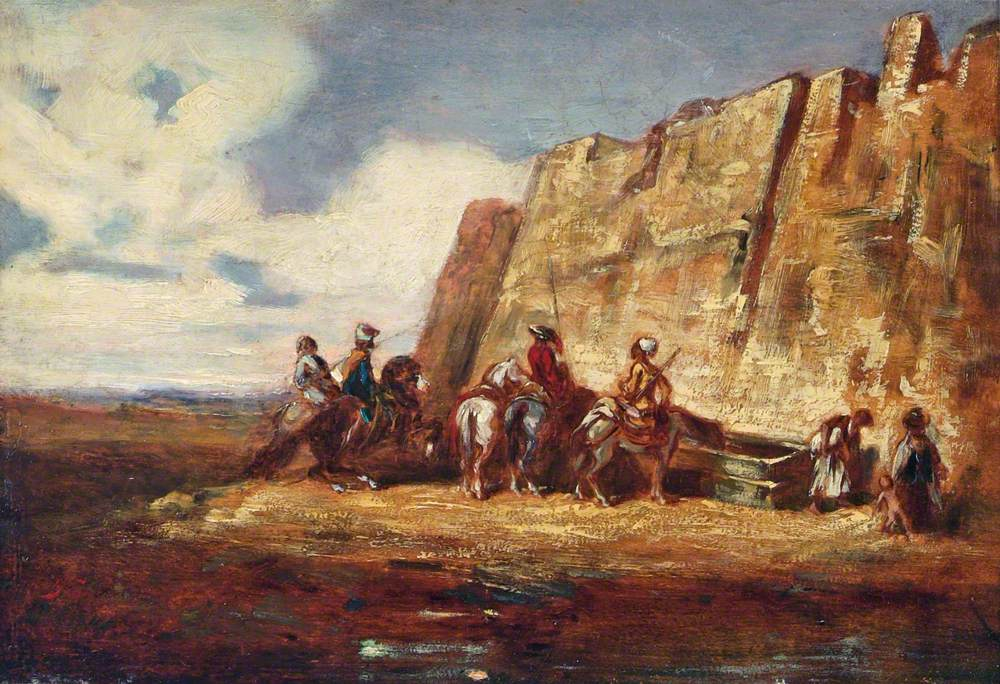
アレクサンドル＝ガブリエル・ドゥカン The Watering Place
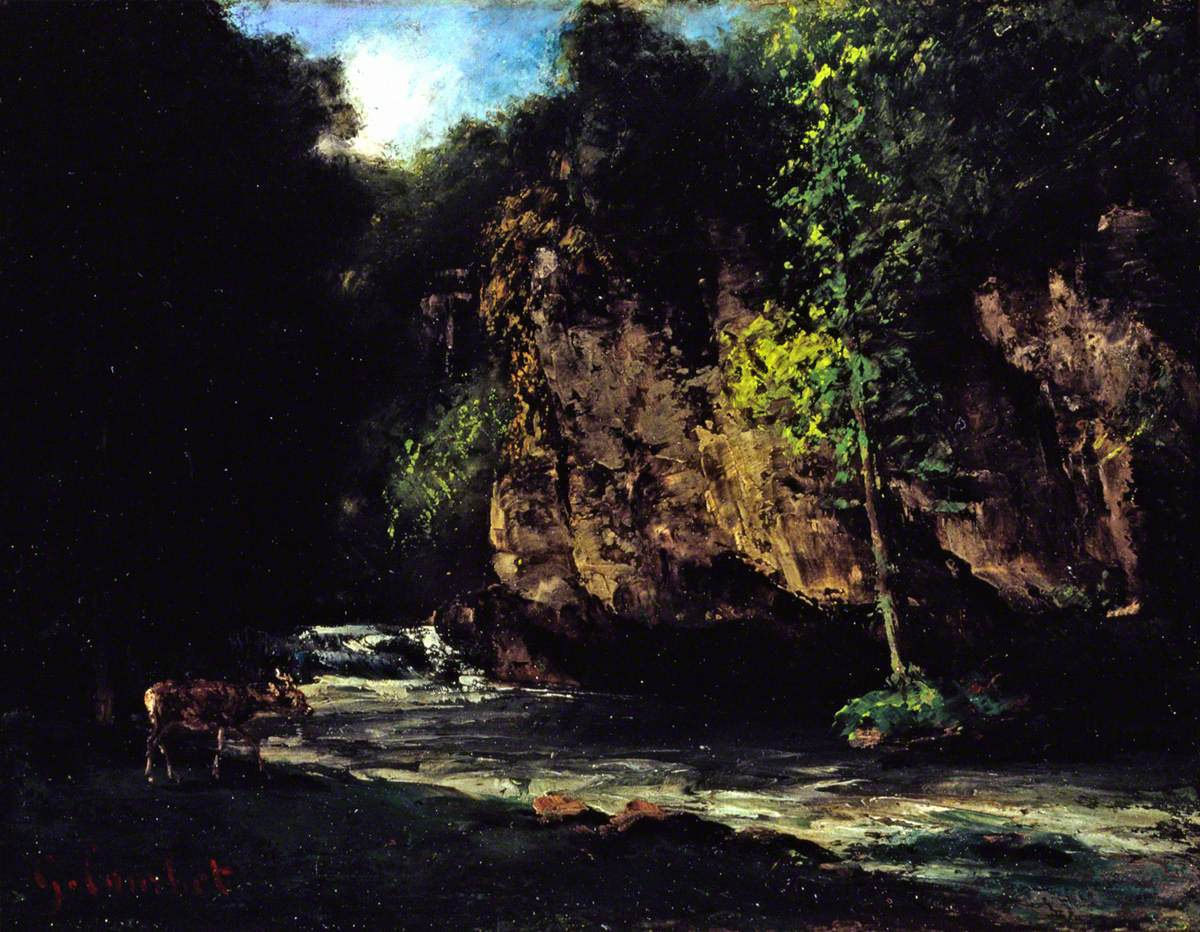
ギュスターヴ・クールベ The Stream
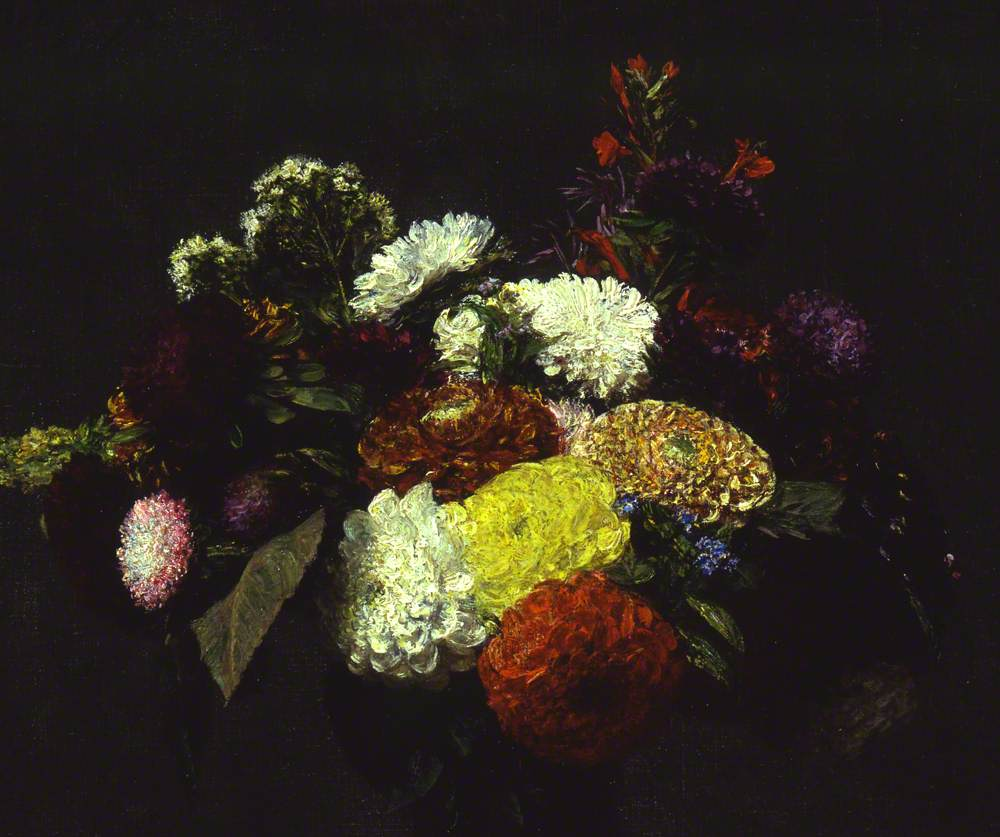
アンリ・ファンタン＝ラトゥール Dahlias
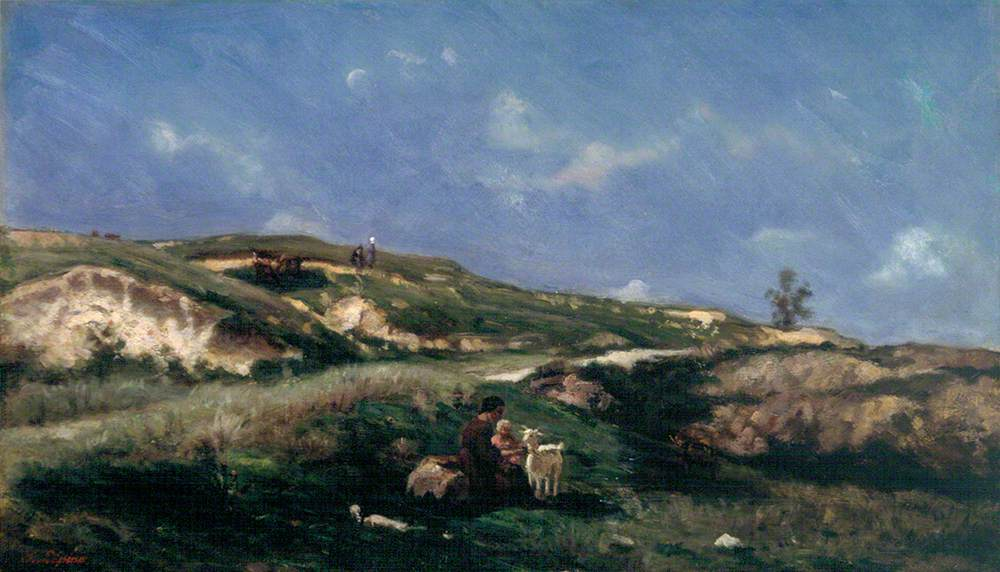
スタニスラス・レピーヌ The Shepherdess
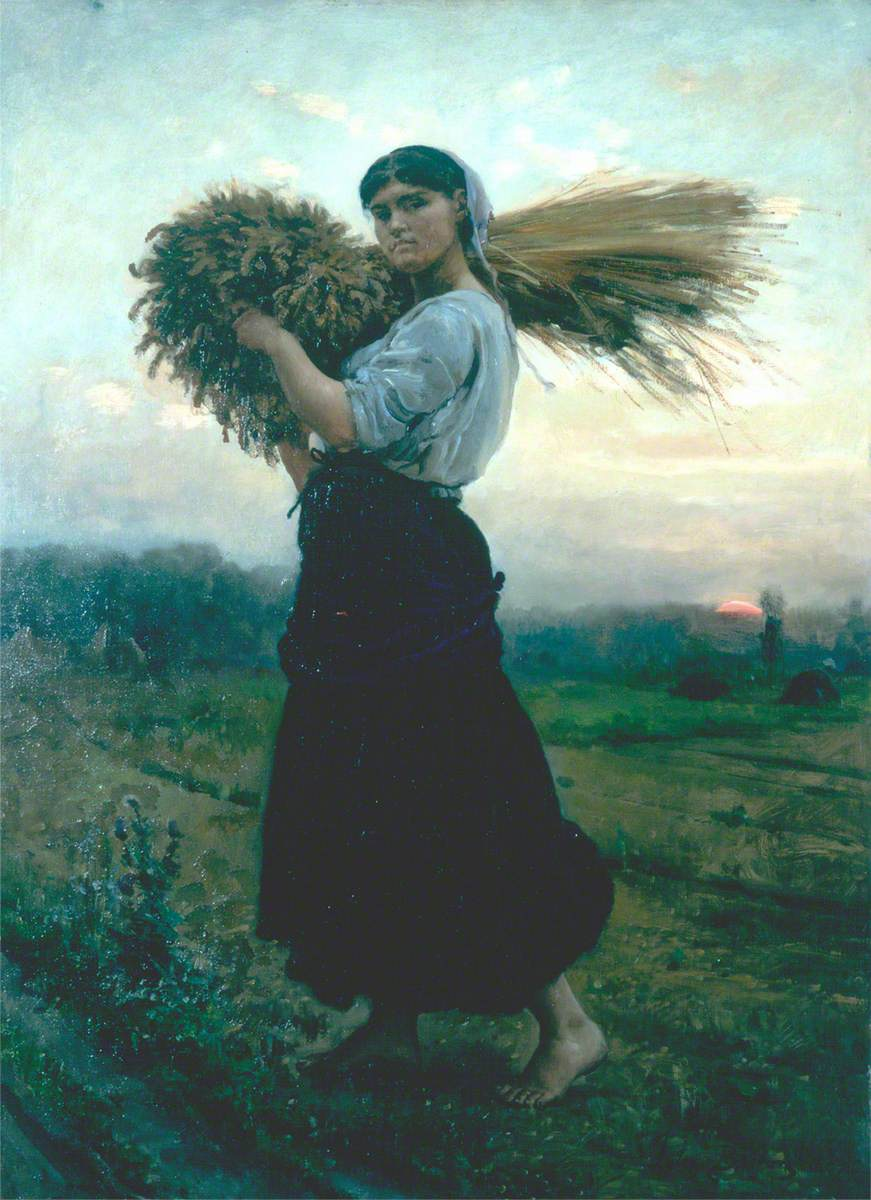
ジュール・ブルトン The Gleaner
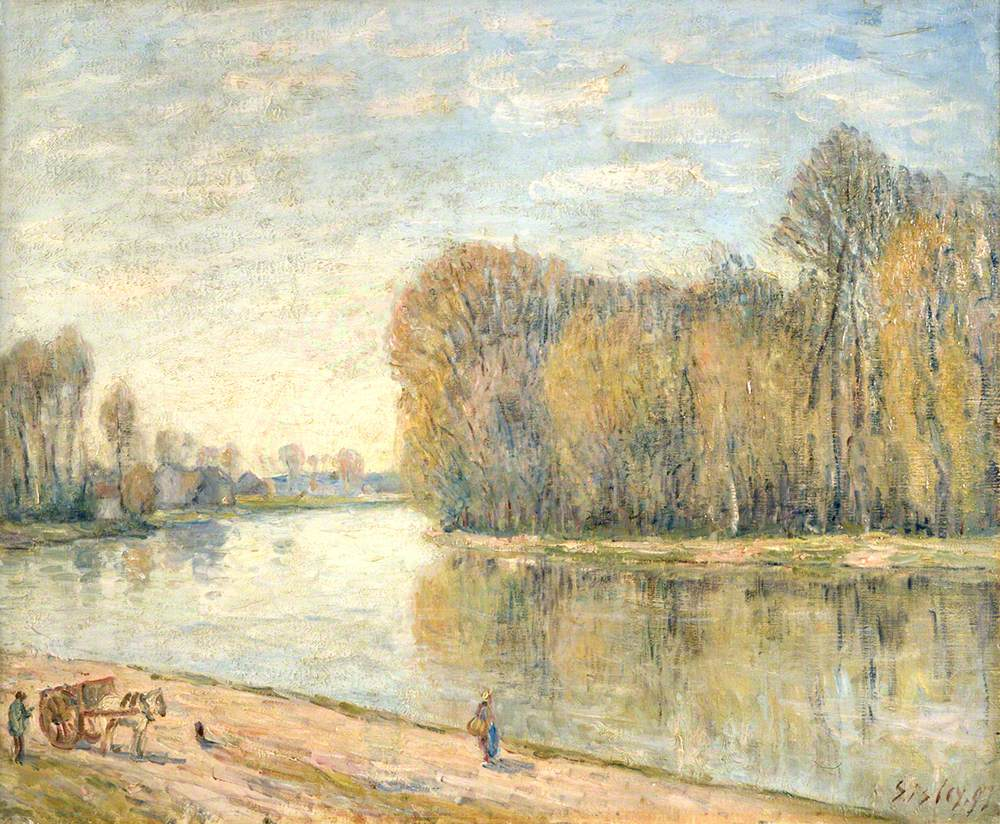
アルフレッド・シスレー Les bords du Loing, France
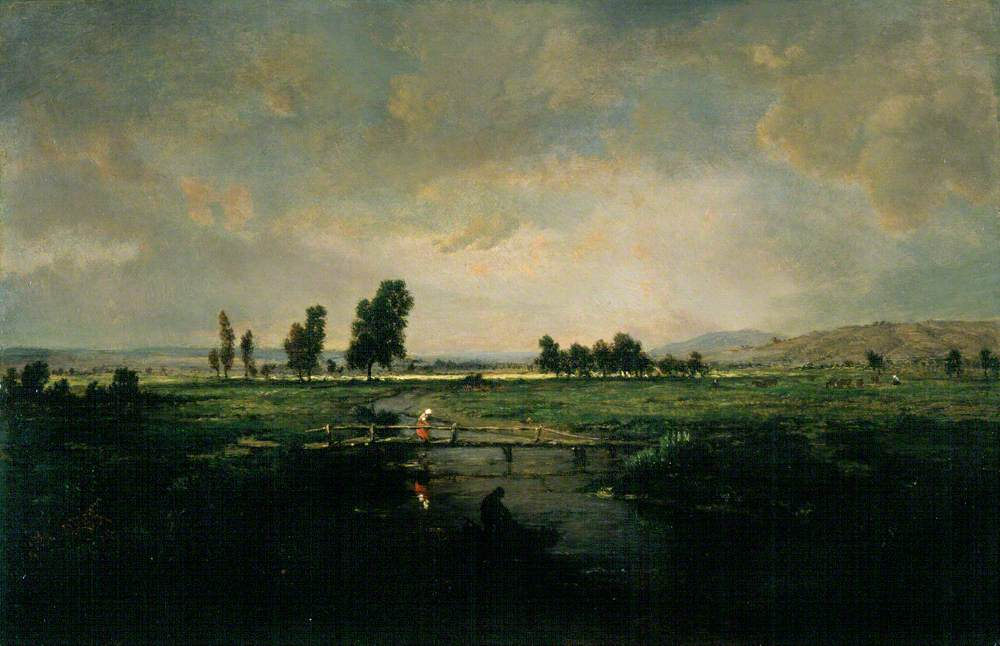
テオドール・ルソー Un marais dans les Landes, France
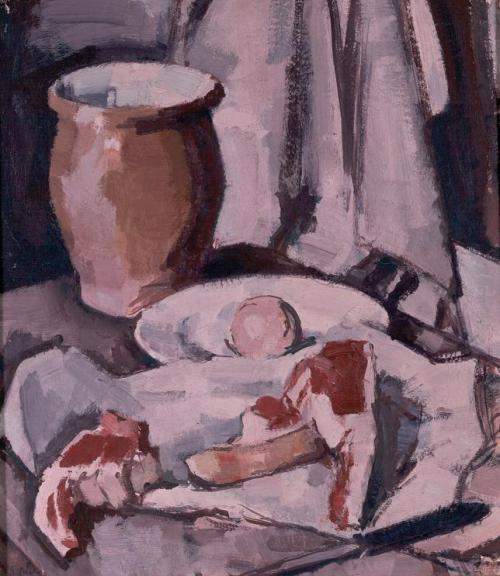
サミュエル・ペプロー Chops
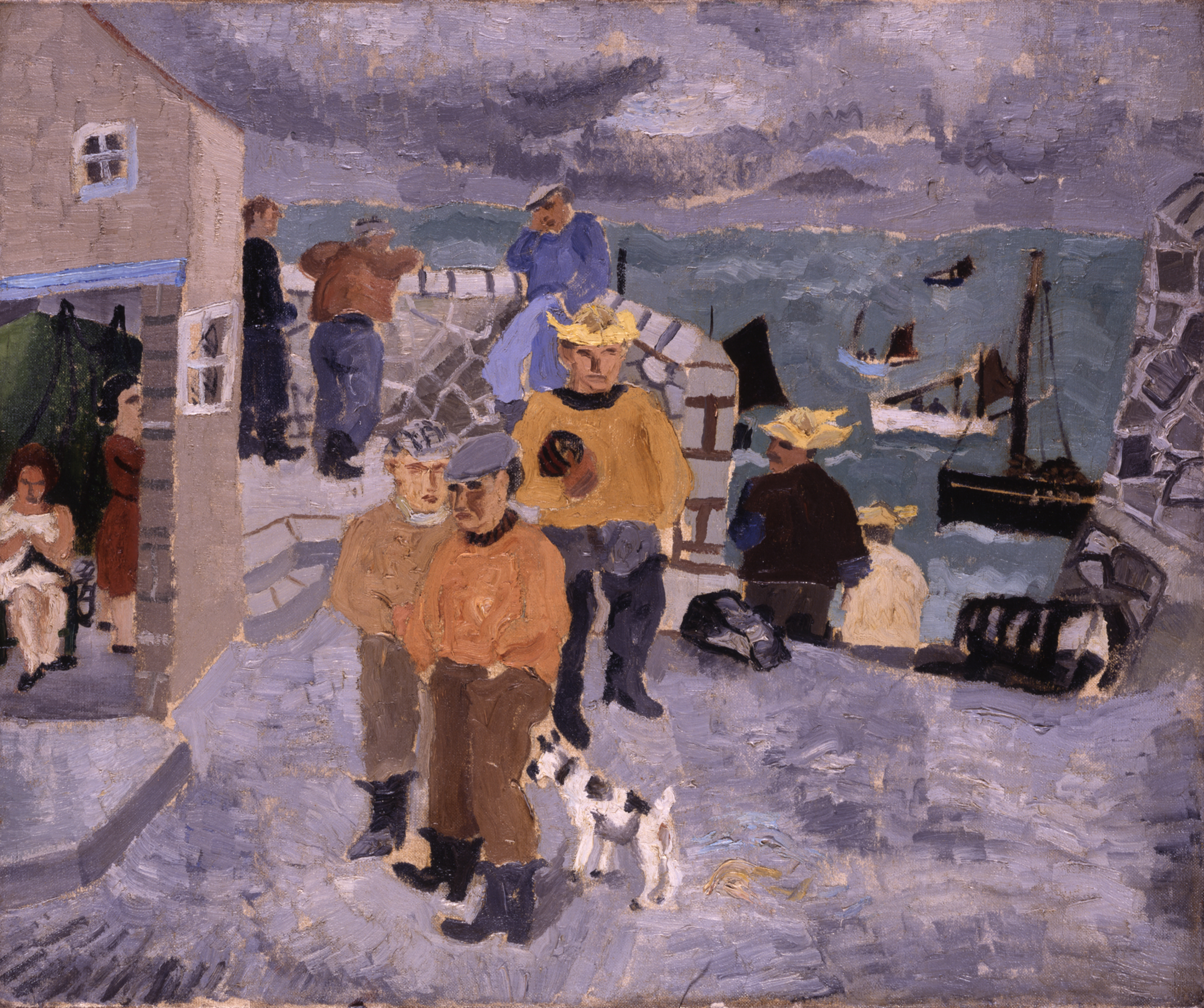
クリストファー・ウッド Cornish Fishermen
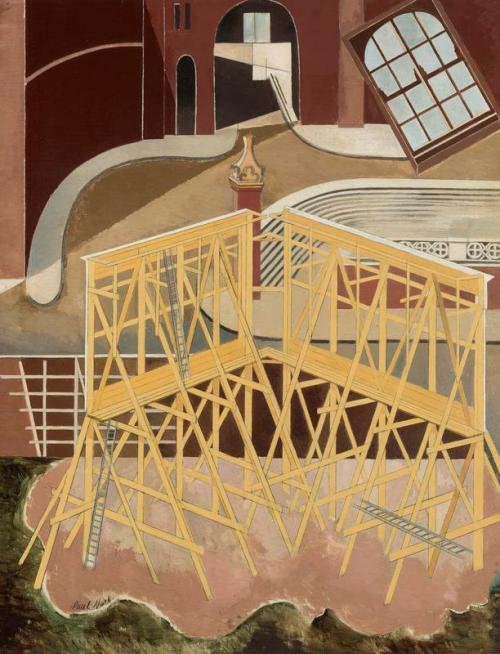
ポール・ナッシュ Northern Adventure